# Pelourinho de Lagos
O Pelourinho de Lagos é um monumento situado na cidade de Lagos, em Portugal.

## Descrição
O Pelourinho está situado num pátio, no interior do Museu Municipal Dr. José Formosinho. Foi classificado como Imóvel de interesse público, segundo o Decreto n.º 23122, de 11 de Outubro de 1933, que ordenou a classificação de todos os pelourinhos que não estivessem já protegidos por lei.
Consiste num pelourinho de bola, composto por um plinto de um só degrau, sobre o qual está um fuste ou coluna lisa e depois outra em forma de espiral, que tem no seu centro um elemento quadrangular. O conjunto é rematado no topo por um capitel de ordem jónica, adornado com acantos. O ábaco é encimado por uma semi-esfera com os quatro lados aparados, onde foram cravadas as peças metálicas, e que tem no topo uma esfera armilar de perfil irregular.
Foi provavelmente erguido nos inícios do século XVI, na sequência da emissão de um foral por parte de D. Manuel I, em 20 de Agosto de 1504. A sua localização original era junto ao cais, tendo em 1752 sido mudado para as imediações da Casa da Câmara. Foi destruído pelo Sismo de 1755, e nos princípios do século XX foi reconstruído sob a coordenação de José Formosinho, reutilizando algumas das peças originais, sendo então preservado no Museu Municipal.